# 川越街道

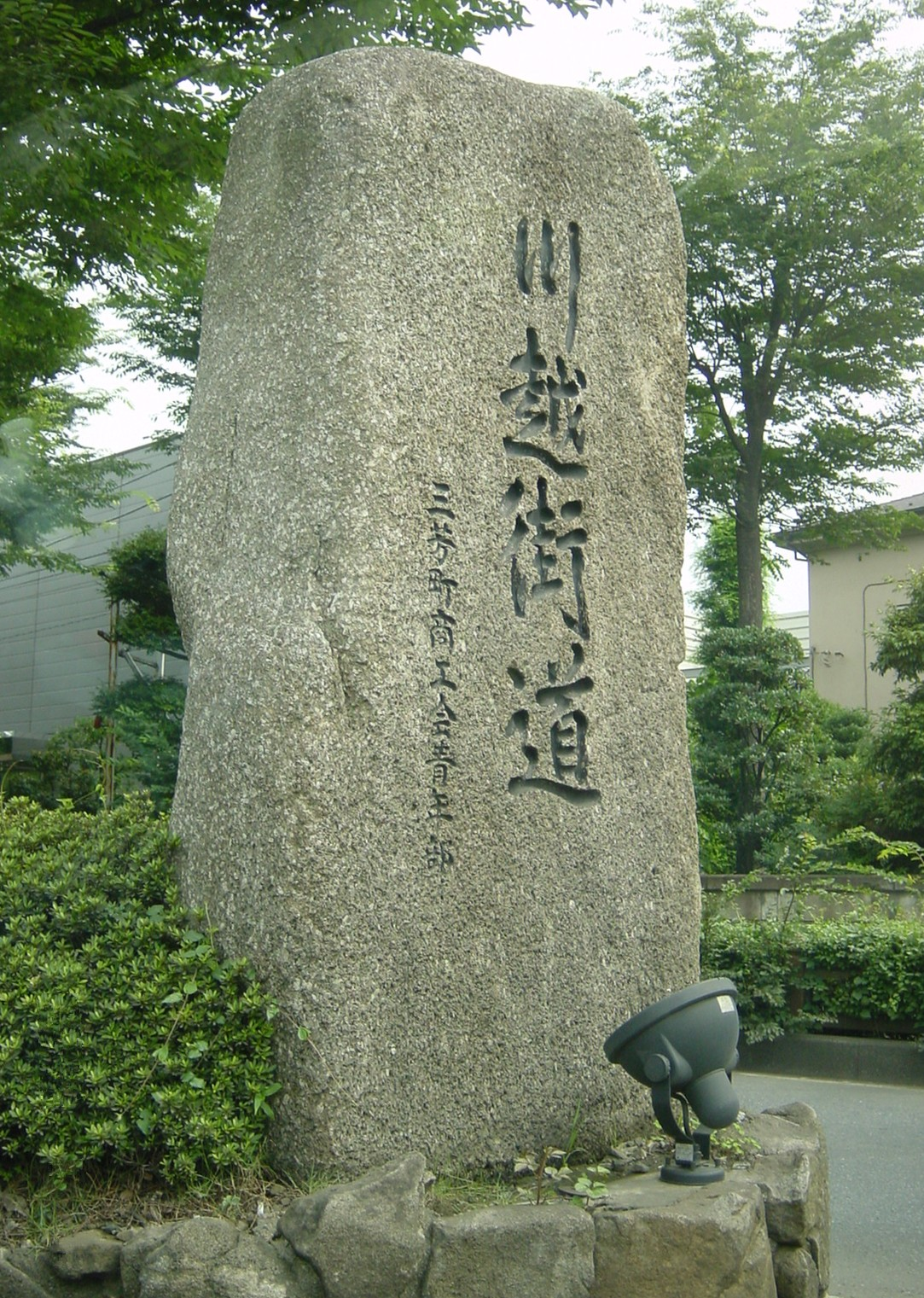
川越街道と彫られた石の標識（埼玉県新座市、2002年7月）

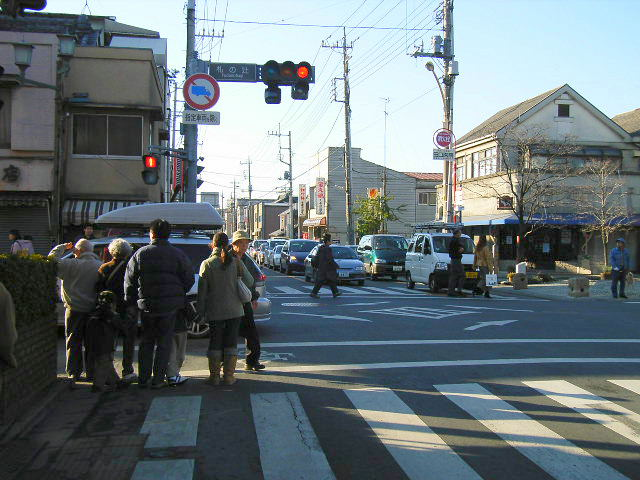
川越市。札の辻（2005年1月）

川越街道（かわごえかいどう）とは江戸時代から（一部）続く街道である。江戸日本橋より中山道を進み、江戸四宿の1つ板橋宿の平尾追分で分岐して川越城下に至る。伊能忠敬「大日本沿海輿地全図」では実測、10里34町33間半（約43km）だった。
但し、後の1941年（昭和16年）に当街道を拡幅したり、商店街などで拡幅が難しい区間はほぼ平行して川越街道新道（国道254号）を建設し、現在ではこの新道のうち東京都豊島区の池袋六ツ又交差点から埼玉県川越市の新宿(あらじゅく)町（北）交差点までの通称となっている。
新道（国道254号）との並行区間にある元の川越街道は「旧川越街道（都内区間の名称）」や「埼玉県道109号新座和光線（旧川越街道=埼玉区間の公式通称）」と称する。区間により新旧川越街道が重複、分岐を繰り返している。
一般に川越街道という場合、新道を指すことが多く、宿場が置かれた歴史街道とは経路が異なる。
このページでは歴史街道としての川越街道と、国道254号の川越街道部分の両方を記す。

## 元の川越街道
現在は旧川越街道と呼ばれる部分を含む、歴史街道としての川越街道。

### 起点・終点 (歴史街道)
- 起点：江戸・日本橋（中山道との分岐は板橋宿平尾追分[4]）
- 終点：川越・江戸町・西大手門（現在の大手町・川越市役所付近）[1]

平尾追分は現在板橋三丁目交差点となっており、同交差点付近は国道17号が当街道の道筋を踏襲しているが、通称は「中山道」となっている（同国道は日本橋から群馬県高崎市にかけて、中山道の道筋を踏襲、または同街道の道筋と並行している）。また、中山道の道筋を踏襲している道路の通称は「旧中山道」となっている。

### 歴史

#### 概要
江戸城と川越城を繋ぐ古道

室町時代の長禄元年（1457年）、上杉持朝の家臣・太田道灌が江戸城（千代田城）と川越城（河越城）を築き、部分的にあった古道を繋ぎ2つの城を結ぶ道を作った。古河公方に対する扇谷上杉家の防衛線であった。後に豊島泰経が道灌に対抗するために練馬城を築いて江戸と河越の間の道を封鎖しようとしたために両者は激しく対立した（『太田道灌状』）。
戦国時代を通じ重要な役割を果たしたが、江戸時代に入って寛永16年（1639年）に川越藩主になった松平信綱と嫡男の松平輝綱が、中山道の脇往還としてさらに整備したのが川越街道である。当時は「川越道中」「川越児玉往還」などと呼ばれ、「川越街道」と呼ばれるようになったのは明治に入ってからである。この頃の川越街道は、板橋宿・平尾追分より中山道を分かれ、川越城西大手門に至る道であった（ほぼ現在の旧川越街道、埼玉県道109号新座和光線）。
江戸時代 宿設置

街道には、上板橋、下練馬、白子、膝折、大和田、大井の6ヵ宿が設置され、各宿には伝馬役が置かれた。各宿場には、川越城のある川越から見て「上宿」「中宿」「下宿」が置かれ、それぞれに本陣や脇本陣があった。宿場の出入口には木戸が設けられ警備が行われた。川越からはさらに児玉街道となり上野国藤岡に通じて中山道に合流しており、この2つの道を合わせて川越児玉往還と指定された。
賑わいと重要交易路、参勤交代路

中山道より行程距離がかなり短かったため多くの通行者があり五街道に準じる往還に指定された街道であった。中山道は河川の氾濫で通行止めになることが多く、川越街道は常に賑わっていた。通行量が増え過ぎて悲鳴を上げる沿道の村々の記録が各地に残っている。
物資の輸送を行う新河岸川舟運と合わせ川越の重要交易路であった。川越藩主の参勤交代の道でもあったが、距離が短く大名の宿泊は稀で宿駅では休憩と人馬継ぎ立てのみが行われた。川越藩以外にも参勤交代で中山道に代わって川越街道を選択する藩は少なくなく、時代と共に増えていった。
川越の焼き芋

寛政年間（1789年から1801年）に江戸で焼き芋が流行すると、文化年間（1804年から1818年）に川越産の芋を使った焼き芋屋の宣伝文句として、「栗（九里）より（四里）うまい十三里（十三里半とも）」という言い回しが生まれた（実際の江戸と川越の距離は11里未満だったが語呂合わせで13里とされたわけである）。
乗合馬車と今に残る並木道、馬頭観音

1880年（明治13年）から川越街道にも一日二回の乗合馬車（白子馬車という）が通るようになったが乗る人はそう多くなかったという。
新座市の北の入間郡三芳町、ふじみ野市近辺では、現在も街道筋の「竹間沢の欅並木」「藤久保の松並木」などが残り、当時の風情を伝えている。またこのために拡幅を避けて富士見川越バイパスが建設された。またふじみ野市亀久保など一里塚跡が残っている箇所も少なくない。道標として馬頭観音もあちこちに残っている。
朝霞市「膝折（ひざおり）」はかつて村だったがこの地名の由来には、小栗助重の馬がこの付近で足を骨折したため、という伝説がある。また別に、江戸から徒歩で川越まで歩く行程でくたびれ、膝が痛くなり、さらに歩き鶴ヶ島市「脚折（すねおり）」では脚が折れるほどくたびれたことから、それぞれ膝折と脚折と呼ばれたともいわれ、この二か所は対（つい）となっている。
なお、当街道や延長上の国道254号は鶴ヶ島市内を一切経由しないこと、脚折の由来は地形・地質に起因する「砂」「峰」「居り」が転訛したものである（川越市内にも砂という地名が存在する）ため、俗説に過ぎないと考えられている。（朝霞・鶴ヶ島両市を経由する統一的な交通は後述の東武東上本線のみ。）
徒歩から自動車道へ、新道の建設

1914年（大正3年）、川越街道に沿って池袋駅から田面沢駅を結ぶ東上鉄道（現在の東武鉄道東上本線）が開通し、鉄道時代の幕開けとなった。
昭和初期になると、交通手段は徒歩から自動車となった。川越街道も東京都内において道路拡張工事がなされたり、商店街が発達するなどして用地買収が難しい区間は近くに並行して新道を建設し、現在の川越街道の形になった。並行区間では元の川越街道は「旧川越街道」と呼ばれ、部分的に新道（国道254号）と重なる。関越自動車道が開通するまでは交通情報の渋滞名所として名高かった上板橋の「五本けやき」は、昭和初期の川越街道の拡幅工事の際に上板橋村村長であった飯島弥十郎が屋敷庭の木を残すことを条件に土地を提供したもので、現在も道路の中央に5本のけやきが残っている。

#### 宿駅の一覧
大井宿から川越宿の間に藤馬中宿もあった（現在の川越市藤間）
1. 板橋宿（東京都板橋区）：現在の平尾交番付近。
2. 上板橋宿（東京都板橋区）：豊敬稲荷神社に板橋区教育委員会の設置した板橋宿の碑がある。
3. 下練馬宿（東京都練馬区）：浅間神社に練馬区教育委員会の設置した下練馬宿の碑がある。
4. 白子宿（埼玉県和光市）：現在の白子郵便局付近。
5. 膝折宿（埼玉県朝霞市）：現在の膝折宿町内会館付近。
6. 大和田宿（埼玉県新座市）：鬼鹿毛の馬頭観音[注釈 9]に新座市教育委員会の設置した大和田宿の碑がある。
7. 大井宿（埼玉県ふじみ野市）：現在の「大井中宿」バス停付近。
8. 川越宿（埼玉県川越市）：城下町であるが、川越の商人町である上五ヶ町の1つ「高澤町」（たかざわまち）から北の一帯に旅籠が多かった。

#### 文化、イベント
沿道では川越街道に宿場が置かれたり、参勤交代道だったことなどの歴史に因み、様々なイベントが催されている。
- 「下練馬宿まつり・将軍綱吉と練馬大根-練馬だいこん献上絵巻 再現劇」（2019年11月24日,北町）
- 「徳川御殿鷹狩りショー」（2020年10月2日,北町）

## 現在、川越街道新道(国道254号)と旧川越街道

### 概要
- 起点：東京都豊島区東池袋 池袋六ツ又交差点
- 終点：埼玉県川越市新宿町 新宿町（北）交差点
- 通過する自治体：東京都板橋区・練馬区、埼玉県和光市・朝霞市・新座市・入間郡三芳町・富士見市・ふじみ野市

池袋六ツ又交差点は、見通しが悪いことや自転車の通行が多いことなどから、都内交差点として、2010年ワースト2、2011年ワースト4、2015年ワースト1を記録するなど、交通事故の多い交差点であり、通行の際には注意が必要である。また、東京都練馬区の東埼橋交差点から埼玉県新座市の英インターチェンジまでの区間は、かつて国道254号（川越街道）の一部であった埼玉県道109号新座和光線（旧川越街道）のバイパスとして建設された区間で、「新座バイパス」という名称がある。

### 接続する主な道路
※左が上り線、右が下り線である。
| 交差する道路 | 交差する道路                                                    | 交差点名 （空欄は名称なし） | 自治体名     | 自治体名 |
| --- | --------------------------------------------------------------- | --------------------------- | ------------ | -------- |
| 国道254号（春日通り）大塚・小石川・本郷方面 |                                                                 |                             |              |          |
| 東京都道305号芝新宿王子線（明治通り） | 東京都道435号音羽池袋線 東京都道305号芝新宿王子線（明治通り）   | 池袋六ツ又                  | 豊島区       | 東京都   |
| 東京都道317号環状六号線（山手通り） | 東京都道317号環状六号線（山手通り）                             | 熊野町                      | 板橋区       | 東京都   |
| | 東京都道420号鮫洲大山線                                         |                             | 板橋区       | 東京都   |
| 東京都道420号鮫洲大山線 |                                                                 | 大山西町                    | 板橋区       | 東京都   |
| 東京都道318号環状七号線（環七通り） | 東京都道318号環状七号線（環七通り）                             | 板橋中央陸橋                | 板橋区       | 東京都   |
| 東京都道445号常盤台赤羽線（前野中央通り） |                                                                 | 東新町                      | 板橋区       | 東京都   |
| 旧川越街道（上板橋1丁目-練馬区北町3丁目まで。上板南口銀座商店街、東上線沿線最長の北一商店街、きたまち商店街など途中住宅エリアを挟み長大な商店街が連なる） |                                                                 | 上板橋1丁目                 | 板橋区       | 東京都   |
| 東京都道311号環状八号線（環八通り）または富士街道 | 東京都道311号環状八号線（環八通り）または富士街道               | 練馬北町陸橋                | 練馬区       | 東京都   |
| 国道17号新大宮バイパス | 東京都道311号環状八号線支線                                     |                             | 練馬区       | 東京都   |
| 旧川越街道 |                                                                 | 北町3丁目                   | 練馬区       | 東京都   |
| | 東京都道442号北町豊玉線（旧埼玉道）                             |                             | 練馬区       | 東京都   |
| 東京都道446号長後赤塚線（松月院通り） |                                                                 | 成増2丁目                   | 板橋区       | 東京都   |
| 埼玉県道109号新座和光線 |                                                                 | 東埼橋                      | 練馬区       | 東京都   |
| 埼玉県道68号練馬川口線（笹目通り） | 埼玉県道68号練馬川口線（笹目通り）                              | 和光陸橋                    | 和光市       | 埼玉県   |
| 埼玉県道88号和光インター線 C3東京外環自動車道 | 埼玉県道88号和光インター線 C3東京外環自動車道                   | 理化学研究所西門            | 和光市       | 埼玉県   |
| 埼玉県道108号東京朝霞線 | 埼玉県道108号東京朝霞線                                         | 朝霞警察署前                | 朝霞市       | 埼玉県   |
| 埼玉県道109号新座和光線（旧川越街道） 埼玉県道79号朝霞蕨線・埼玉県道109号新座和光線（旧川越街道）                                                         |                                                                 | 幸町2丁目                   | 朝霞市       | 埼玉県   |
| 埼玉県道36号保谷志木線（片山県道） | 埼玉県道36号保谷志木線（片山県道）                              | 榎木ガード                  | 新座市       | 埼玉県   |
| 埼玉県道40号さいたま東村山線（志木街道） | 埼玉県道40号さいたま東村山線（志木街道）                        | 野火止                      | 新座市       | 埼玉県   |
| 埼玉県道113号川越新座線 |                                                                 | 大和田                      | 新座市       | 埼玉県   |
| 埼玉県道109号新座和光線（旧川越街道） 国道254号バイパス・国道463号（浦和所沢バイパス）                                                                    | 国道463号（浦和所沢バイパス）                                   | 英IC                        | 新座市       | 埼玉県   |
| 埼玉県道334号三芳富士見線 | 埼玉県道334号三芳富士見線                                       | 藤久保                      | 入間郡三芳町 | 埼玉県   |
| 埼玉県道266号ふじみ野朝霞線 |                                                                 | 東入間警察署入口            | ふじみ野市   | 埼玉県   |
| 埼玉県道56号さいたまふじみ野所沢線（富士見通り） | 埼玉県道56号さいたまふじみ野所沢線・埼玉県道163号狭山ふじみ野線 | 亀久保                      | ふじみ野市   | 埼玉県   |
| 埼玉県道336号今福木野目線 | 埼玉県道8号川越入間線・埼玉県道336号今福木野目線                |                             | 川越市       | 埼玉県   |
| 国道16号川越バイパス・国道254号 | 国道16号川越バイパス                                            | 新宿町（北）                | 川越市       | 埼玉県   |
| 埼玉県道51号川越上尾線 松江町・上尾方面 |                                                                 |                             |              |          |

### 交差する鉄道・河川
- 山手線（富士見橋、池袋駅 - 大塚駅間）
- 埼京線（富士見橋、池袋駅 - 板橋駅間）
- 東武東上本線（富士見橋、池袋駅 - 北池袋駅間）
- 石神井川（上板橋）
- 白子川（東埼橋）
- 黒目川（黒目川橋）
- 武蔵野線（東所沢駅 - 新座駅間）
- 柳瀬川（英橋）
- 不老川（不老橋）

### 沿線の主な施設
- 北池袋出入口（熊野町交差点手前直上、東京都豊島区）
- 板橋区立板橋第六小学校（大山駅の近く）
- 北一・きたまち商店街（旧川越街道沿いに、隣駅の上板南口銀座商店街から途中住宅地を挟み、長大な商店街が続いている）
  - 下練馬宿が置かれた旧川越街道近くの公園（電車の見える公園、浅間神社、北町上宿公園）で2019年（令和元年）11月24日、「下練馬宿まつり・将軍綱吉と練馬大根-練馬だいこん献上絵巻 再現劇」が行われた。また2020年（令和2年）10月2日は「徳川御殿鷹狩りショー」が行われた。北町にはかつて徳川綱吉御殿があった（北町小学校横に記念碑あり）。
- トーホーボール（ドン・キホーテ）
- 国際興業バス・練馬北町車庫
- 練馬駐屯地
- 地下鉄赤塚駅（東京都練馬区）
- 和光市立広沢小学校
- 朝霞駐屯地
- 埼玉県立朝霞高等学校
- 朝霞警察署
- 新座警察署
- 新座駅
- 跡見学園女子大学新座キャンパス
- 淑徳大学埼玉キャンパス（埼玉県入間郡三芳町）
- ふじみ野市立大井小学校（埼玉県ふじみ野市）
- 川越市立高階中学校

### 旧川越街道
都内区間

旧川越街道起点・平尾追分辺りから、6つか7つほどの商店街、細道や坂道などを通り、その間、国道254号と合流や分岐を繰り返しながら、埼玉県境（東埼橋）の都内側で埼玉県道109号新座和光線に分岐、接続される。旧川越街道と川越街道（254号）の分岐（合流）点は都内区間では6箇所ある。平尾追分から東埼橋までの総距離のうち、254号との重複区間は約2.7Km、重複していない区間は約5.5Km。
都内区間の順路（現在の呼称）

板橋区
- 旧中山道の板橋宿平尾追分（旧川越街道起点）
- 四ツ又通り商店街（旧川越街道と旧高田道《山の手通り・首都高5号池袋線》の交差点の辺り）
- 遊座大山商店街の通り
- ハッピーロード大山（商店街）
- 国道254号に合流
- 下頭橋通り（下頭橋通り共栄会。上板橋宿が置かれた場所。大山町と弥生町の境、日大病院入口交差点で254号から分岐し下頭橋通りに入る）
- 長命寺坂
- 国道254号（下頭橋通りのまばらな商店街、石神井川にかかる下頭橋、長命寺坂を経て、板橋中央陸橋で254号に合流）
- ガッカラ坂/上板南口銀座（城北中央公園の近くで254号から分岐、ガッカラ坂へ）

練馬区
- 北一商店街（上板南口銀座から住宅地エリアを経て、下練馬宿があった北一商店街へ。途中、ふじ大山道とも交差）
- きたまち商店街（旧川越街道）
- 国道254号に合流（北町3丁目と赤塚新町1丁目の境、豊島通りや練馬区立北八風の子公園の辺りで254号に合流）
- 埼玉県道109号新座和光線（白子川にかかる東埼橋、朝霞署和光交番の辺りで254号から分岐。東京と埼玉の境界。埼玉県和光市へ）

## 川越児玉往還 (旧道)
川越児玉往還は、江戸から川越を経て上州藤岡を結ぶ、川越街道を含む28里半の街道を合わせて往還として宿駅整備されたものである。中山道脇往還川越道ともいう（往還という場合は川越街道では無く川越児玉往還を指すので、川越往還や児玉往還という呼び方は正確には間違いである）。巡見使や役人は主にこの街道を通った。また女性の利用者が多く「姫街道」という呼称が残っていることでも知られる。
元々、江戸から川越は川越街道という統一した名称があったのに対して、川越から藤岡の区間は児玉道（児玉街道）、川越道（川越以南のいわゆる川越街道とは意味合いが異なる）、江戸道など地域によって呼び方が異なっていたため、川越児玉往還の整備によって名称が統一されたことになる。（塚越宿・石井宿・高坂宿・菅谷宿・志賀宿・奈良梨宿・今市宿・赤浜宿・小前田宿・広木宿・児玉宿・藤岡宿）の旅には通常さらに3日を要した。

### 概要
江戸から上州への中山道の近道となる道で、中山道は大名などが利用していたのに対し、川越児玉往還は役人などが多く利用していた。中山道より距離が短いこともあり、その通行者はかなり多かったようである。
現在の国道254号のルーツとなった道であるが、国道254号は各市町村を経由しているので川越市-東松山市間（川島町を経由）、嵐山町-寄居町間（小川町や寄居町を経由）などで一部区間では大きくルートを外れる。

### 行程
川越児玉往還の全行程を示す。通し番号付きが宿場であり、「何番の宿場（宿場町）」であるかを示す。江戸側が上り、上州（藤岡）側が下りである。上板橋宿、下練馬宿などは旧川越街道にある。歴史的に古い川越児玉往還は、1937年（昭和12年）の都市計画で計画され1941年（昭和16年）に開通した川越街道新道（国道254号）とは経路が違うので注意が必要。
|          | 宿場         | 江戸期の行政区分 | 江戸期の行政区分 | 現在の自治体 | 現在の自治体 | 現在の自治体 | 過去の自治体                 | 特記事項                             |
| 令制国   | 宿場         | 郡               | 都道府県         | 市区町村     | 市区町村     |              | 過去の自治体                 | 特記事項                             |
| -------- | ------------ | ---------------- | ---------------- | ------------ | ------------ | ------------ | ---------------------------- | ------------------------------------ |
| 川越街道 | 起点：日本橋 | 武蔵国           | 豊島郡           | 東京都       | 中央区       | 中央区       | 日本橋区                     | ここから板橋宿平尾追分までは中山道。 |
| 川越街道 | 1. 板橋宿    | 武蔵国           | 豊島郡           | 東京都       | 板橋区       | 板橋区       | 北豊島郡板橋町               | 平尾追分で中山道から分岐。           |
| 川越街道 | 2. 上板橋宿  | 武蔵国           | 豊島郡           | 東京都       | 板橋区       | 板橋区       | 北豊島郡上板橋村             |                                      |
| 川越街道 | 3. 下練馬宿  | 武蔵国           | 豊島郡           | 東京都       | 練馬区       | 練馬区       | 北豊島郡練馬町               |                                      |
| 川越街道 | 4. 白子宿    | 武蔵国           | 新座郡           | 埼玉県       | 和光市       | 和光市       | 北足立郡白子村               |                                      |
| 川越街道 | 5. 膝折宿    | 武蔵国           | 新座郡           | 埼玉県       | 朝霞市       | 朝霞市       | 新座郡膝折村                 |                                      |
| 川越街道 | 6. 大和田宿  | 武蔵国           | 新座郡           | 埼玉県       | 新座市       | 新座市       | 北足立郡大和田町             |                                      |
| 川越街道 | 7. 大井宿    | 武蔵国           | 入間郡           | 埼玉県       | ふじみ野市   | ふじみ野市   | 入間郡大井町                 | 川越宿との間に藤馬中宿あり。         |
| 川越街道 | 8. 川越宿    | 武蔵国           | 入間郡           | 埼玉県       | 川越市       | 川越市       |                              | 川越城下。ここまでが川越街道。       |
| 児玉道   | 8. 川越宿    | 武蔵国           | 入間郡           | 埼玉県       | 川越市       | 川越市       | 児玉街道はここを起点とする。 |                                      |
| 児玉道   | 9. 塚越宿    | 武蔵国           | 入間郡           | 埼玉県       | 坂戸市       | 坂戸市       | 入間郡勝呂村                 |                                      |
| 児玉道   | 10. 石井宿   | 武蔵国           | 入間郡           | 埼玉県       | 坂戸市       | 坂戸市       | 入間郡勝呂村                 |                                      |
| 児玉道   | 11. 高坂宿   | 武蔵国           | 比企郡           | 埼玉県       | 東松山市     | 東松山市     | 比企郡高坂村                 |                                      |
| 児玉道   | 12. 菅谷宿   | 武蔵国           | 比企郡           | 埼玉県       | 比企郡       | 嵐山町       |                              |                                      |
| 児玉道   | 13. 奈良梨宿 | 武蔵国           | 比企郡           | 埼玉県       | 比企郡       | 小川町       | 比企郡八和田村               |                                      |
| 児玉道   | 14. 今市宿   | 武蔵国           | 男衾郡           | 埼玉県       | 大里郡       | 寄居町       | 大里郡男衾村                 |                                      |
| 児玉道   | 15. 赤浜宿   | 武蔵国           | 男衾郡           | 埼玉県       | 大里郡       | 寄居町       | 大里郡男衾村                 |                                      |
| 児玉道   | 16. 小前田宿 | 武蔵国           | 榛沢郡           | 埼玉県       | 深谷市       | 深谷市       | 大里郡花園町                 |                                      |
| 児玉道   | 17. 広木宿   | 武蔵国           | 那珂郡           | 埼玉県       | 児玉郡       | 美里町       | 児玉郡松久村                 |                                      |
| 児玉道   | 18. 児玉宿   | 武蔵国           | 児玉郡           | 埼玉県       | 本庄市       | 本庄市       | 児玉郡児玉町                 |                                      |
| 児玉道   | 19. 藤岡宿   | 上野国           | 緑野郡           | 群馬県       | 藤岡市       | 藤岡市       |                              | 下仁田道（上州姫街道）と結ぶ。       |

### 現在の平行道路
- 国道254号（板橋区-川越市川越城）
- 埼玉県道344号高坂上唐子線（東松山橋南交差点-上唐子交差点）
- 国道254号（上唐子交差点-嵐山町菅谷交差点）
- 埼玉県道296号菅谷寄居線（菅谷交差点-深谷市花園橋北交差点）
- 埼玉県道175号小前田児玉線（花園橋北交差点-美里町野中交差点）
- 国道254号（野中交差点-藤岡市）

## 関連道路
- 和光富士見バイパス
- 富士見川越バイパス
- 埼玉県道109号新座和光線（通称：旧川越街道）